# Squadra Unificata ai XVI Giochi olimpici invernali
La Squadra Unificata partecipò ai XVI Giochi olimpici invernali, svoltisi ad Albertville, Francia, dall'8 al 23 febbraio 1992, con una delegazione di 129 atleti impegnati in dodici discipline.